# 高橋和枝
高橋 和枝（たかはし かずえ、1929年〈昭和4年〉3月20日 - 1999年〈平成11年〉3月23日）は、日本の声優、女優。

## 生涯

### 生い立ち

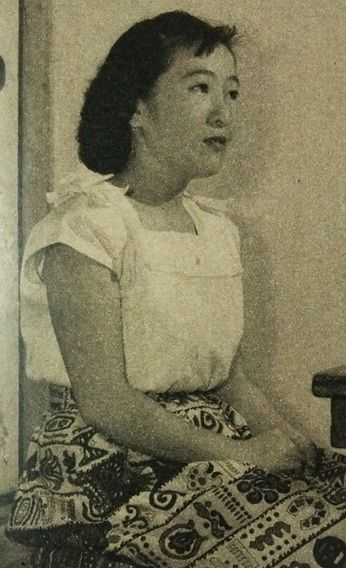
1952年

栃木県那須郡大田原町（現：栃木県大田原市）出身。父が家業に失敗したこともあり、幼少期に東京府東京市中野区（現：東京都中野区）に移住。中野区立桃園小学校（現：中野区立中野第一小学校）へ入学後、4年生の時に劇団東童の『青い鳥』を見て演劇のとりこになった。
都立井草高等女学校（現：東京都立井草高等学校）に進学。後に第二次世界大戦の影響で郷里に戻り、栃木県大田原高等女学校（現・栃木県立大田原女子高等学校）に転校した。終戦を迎え高校を卒業した後は、再び上京し東京家政学院（現・東京家政学院大学）本科に進学した。

### キャリア
高校、大学時代は演劇部に所属。大学卒業間近である1948年のある日、高橋の才能を目に留めていた演劇部の教師は演劇界へ進出するよう高橋に勧め、高橋もその道へ進むことを決心する。その後、教師は高橋の両親を説得、学校長や演劇界にも働きかけるなど奔走し、その結果、高橋は大学側の推薦で劇団前進座に短期間ながら在籍することとなった。同年、NHK東京放送劇団を受けたが、この時は、原則としては女性は起用しないことになっていたが、それでも「試験を受けさせてほしい」という高橋などの女性が何人かいたという。「何故放送劇団を受けたか」という質問に対して、背が低いことから皆に「舞台には向かない」と言われたためと極めて自然に答えたため、原則を変更して採用することになったという。
1949年、NHK東京放送劇団養成所の3期生となる。同年4月に放送されたNHKのラジオドラマ『都会の幸福』の少女役で声優としてデビュー。ラジオ『とんち教室』や『さくらんぼ大将』でも活躍した。
1952年にNHK放送劇団を退職。翌年、ラジオ東京放送劇団の専属となるが、1956年にはフリーとなった。
所属プロダクションはその後、テアトルプロダクション、河の会、NPSテアトルに所属した後、再びフリーであった。
1950年代のラジオドラマの生放送時代、テレビ黎明期から声優として活躍。1959年から吹き替えに出演するようになり、TBSで放送したアメリカのコメディー『ザ・ルーシー・ショー』で人気を得る。
1963年の『鉄人28号』以降はアニメーションにも出演するようになり、1966年には特撮『快獣ブースカ』でブースカの声と主題歌を担当。
1969年12月28日放送回から『サザエさん』で2代目として磯野カツオ役を長期にわたり担当した。

### 晩年・死後
晩年は、『サザエさん』で共演している加藤みどりの「尊敬する大先輩」として、テレビに出演することもあった。その一方で、1990年以前から骨髄異形成症候群を患い、闘病しながら活動を継続していた。
1998年5月14日、『サザエさん』収録中に容態が急変し、倒れたため、東京都文京区の東大附属病院に搬送。後日、体調の悪化から磯野カツオ役の途中降板を余儀なくされた。
1999年3月23日午後5時1分、骨髄異形成症候群のため、死去。70歳没。
2010年、第4回声優アワード特別功労賞を受賞。2011年、同アワードで彼女の名前を冠した「高橋和枝賞」が設立され、その年に「声優という職業を各メディアを通じて多く広めた女性声優」に対して贈られることになった。初の受賞者は田中真弓。2018年には高橋の後任としてカツオ役になった冨永みーなが受賞した。

## 人物・エピソード
声種はメゾソプラノ。
明るく、元気のある声質を生かしたキャラクターで人気があった。
趣味は地唄舞、一中節。地唄舞は神崎流の名取で、「神崎紫女」を名乗っていた。
夫は歯科医師で開業医。息子と娘がいた。
小学6年生の時、国語の授業で行われた『リア王』の朗読でコーデリア姫を担当したところ、その声に酔いしれた男子たちから胴上げされたことがある。

### 仕事に対する姿勢
演じる際は、口で表現するもの以外に「何かモヤモヤした人間的魅力」を感じさせねばならないと述べている。また、視聴者に対しては「良くても悪くても知らん顔では困ります」「アテレコが下手だったら、どんどん言ってほしいですね」と発言していた。
自身の役柄について「大抵は美女の中に一人だけいる鬼婆みたいな役のアテレコばかり」と語り、そのような役やドナルド・ダック、バッグス・バニーなど「ヘンテコなもの」を持ち役にしていた。
仕事については高いプロ意識と技術を持っており、フグ田サザエ役として長年共演していた加藤みどりは、『サザエさん』放送開始初期の収録で自身がアドリブを入れても高橋はそれを受けつつも台詞を一言一句影響されず、完璧にこなすという高い技術を目にしたという。

### ザ・ルーシー・ショー
海外ドラマ『ザ・ルーシー・ショー』では、主人公のルーシー・カーマイケル（演：ルシル・ボール）の吹き替えを担当した。
本作のオーディションを受けた際、高橋は「初めてフィルムを見た時から彼女の気持ちが手に取るようにわかった」といい、「のっちゃって、終わってもその興奮が冷めませんでした」と語っている。その後は夜も寝られず夢にまで見るほどやりたく、またスポンサー側がルーシーを有名な女優に吹き替えてもらおうとしている話を聞いていたため、演じることが決まった際はとてもうれしかったという。
高橋はルーシーについて、性格的に似ており動然とよく合ったと発言している。一方で、ルーシーのバイタリティーについていくのは大変だったため「途中へばっちゃいけないと睡眠を充分とったり、ビフテキなんか食べたりして、何とか力をつけよう」と工夫していたという。

### 磯野カツオ
『サザエさん』では、1969年12月28日放送回から2か月半で自主降板した大山のぶ代に代わり、磯野カツオ役を担当。自身の病気によって降板するまで28年間務め続けた。2代目ではあるが、登板時期が2か月半と早いこと、在任期間が長く、多くの人々に知られたことから、「初代カツオ＝高橋和枝」と思われるほどの代表作となり、高橋自身も「カツオと共に生きて、一心同体」と語るなど、強い愛着を持っていた。
『サザエさん』を制作するエイケンでは、数年前に同社で制作した『鉄人28号』で金田正太郎役を務めた縁から高橋がカツオ役の第一候補であったものの、アフレコ業務を担当し、直接のキャスティング作業を行っていたグロービジョンによって大山が起用されることとなった。しかし、起用時点で妊娠が判明していた大山は色々悩む中で演じていたほか、周囲からも安産のため、降板を薦められる状況だったことから、1969年10月5日の開始から2か月半後の12月21日放送回をもって自主降板。改めて高橋が起用されることとなった。
カツオを演じるにあたっては、夫が歯医者であることもあり、歯の健康には気を遣っていたといい「歯がガタガタになってスース―と空気が漏れるカツオではイメージがメチャクチャになってしまいますからね」と語っていた。
フネ役の麻生美代子とは年齢では3歳しか違わず（麻生の方が3歳年上）、麻生を姉のように慕っていたという。
高橋のもとには、子どものファンから「カツオ君の声をやってください」という電話がよくかかってきたといい、高橋もこれに応じ、サービスでカツオの声を披露していたという。
1998年5月14日、『サザエさん』収録中に容態急変のために倒れ、東大附属病院に緊急搬送される。このため、その日伊佐坂ウキエ役で収録に参加していた冨永みーなが急遽代役として磯野カツオ役を演じていた。磯野カツオの声が高橋と声質の異なる富永に何の前触れもなく変わったことに視聴者から問い合わせが殺到したが、その後高橋の容態が知らされると励ましや回復、その後の番組復帰を願う声や手紙が沢山寄せられた。中にはサッカー日本代表の中田英寿や元F1レーサーの中野信治からの手紙もあり、高橋は病床で「私の宝物」と言って喜んでいた。
当初、冨永の起用は高橋が復帰するまでの一時的な処置のつもりであり、フジテレビも視聴者の問い合わせに「高橋さんが治ればまた戻ります」と応えるようにしていたが、病状は重く、事実上手遅れのため、28年間務めた2代目・磯野カツオ役を途中降板することになり、冨永はそのまま3代目・磯野カツオ役として正式に演じることになった。なお、高橋は病床で冨永が後任となることに対し、「みーなちゃんならいい」と答えていたという。
骨髄異形成症候群の闘病がはじまってからは、入院先の病院からタクシーを飛ばして収録スタジオに駆けつけていた。また、『サザエさん』放送30周年のパーティーでは車椅子で登場したが、壇上では普段と変わらぬ元気な磯野カツオの声を披露し、拍手喝さいを受けたという。
その後、1999年3月23日に死去。亡くなる直前の3月20日に古稀を迎えたばかりだった。高橋の見舞いに行った初代・磯野波平役の永井一郎と2代目・花沢花子役の山本圭子によると、危篤状態の時に周囲が「高橋さん」と呼びかけても反応しなかったが、「カツオ」または「磯野くん」と呼ぶと、小さく「はーい」と返事をしたというエピソードがある。
葬儀の席では、高橋の歌う『カツオくん（星を見上げて）』が流れ、祭壇には遺影と共にカツオの顔も飾られた。弔辞を担当した初代・磯野波平役の永井は、『サザエさん』での役と同じく父親の波平が息子のカツオに話しかける口調で「カツオ、親より先に逝く奴があるか」「カツオ、桜が咲いたよ。散歩に行かんか」などと呼びかけた。永井本人は冷静に語ろうとしたが、感極まって涙声になり、弔問者の涙を誘った。

## 後任
高橋の体調不良に伴う降板および死後、持ち役を引き継いだ人物は以下の通り。
| 後任       | 役名                   | 概要作品                     | 後任の初担当作品               |
| ---------- | ---------------------- | ---------------------------- | ------------------------------ |
| 冨永みーな | 磯野カツオ             | 『サザエさん』               | 1998年5月24日放送回            |
| 冨永みーな | ブースカ               | 『快獣ブースカ』             | 『ウルトラマンR/B』第17話      |
| 高戸靖広   | ブースカ               | 『快獣ブースカ』             | 『ブースカ! ブースカ!!』       |
| 小宮和枝   | ブレイディ女史         | 『刑事コロンボ 祝砲の挽歌』  | ソフト版追加部分               |
| 堀越真己   | 糸まきおばさん         | 『それいけ!アンパンマン』    |                                |
| 工藤晴香   | チビいろえんぴつ（赤） | 『それいけ!アンパンマン』    |                                |
| 浅井淑子   | ヒミカ                 | 『鋼鉄ジーグ』               | 『第2次スーパーロボット大戦α』 |
| うのちひろ | 恐竜調教師ゾビーナ     | 『恐竜大戦争アイゼンボーグ』 | 『帰ってきたアイゼンボーグ』   |

## 出演
太字はメインキャラクター。

### テレビアニメ
1963年
- 鉄人28号（第1作）（1963年 - 1965年、金田正太郎）
- 鉄腕アトム (アニメ第1作)

1967年
- 黄金バット（タケル）
- かみなり坊やピッカリ・ビー（ワンパク6）
- 魔法使いサリー（1966年）（ウルトラ婆さん）

1968年
- 妖怪人間ベム（盲目の少女）
- あかねちゃん（ヒデバロ / 北小路秀麿）
- ゲゲゲの鬼太郎（第1作）（1968年 - 1969年）

1969年
- アタックNo.1（松山）
- サザエさん（1969年 - 1998年、磯野カツオ〈2代目〉）

1970年
- ひみつのアッコちゃん（老婆）
- 魔法のマコちゃん（おばば）

1972年
- 赤胴鈴之助
- 樫の木モック（子怪獣）
- ど根性ガエル（1972年 - 1974年、五郎）

1973年
- ドラえもん（日本テレビ版）（骨川スネ夫の母）

1975年
- アラビアンナイト シンドバットの冒険（ハッサン）
- 鋼鉄ジーグ（ヒミカ、司馬まゆみ）
- 勇者ライディーン（おふくろ）

1976年
- 恐竜探険隊ボーンフリー（正木正男）
- 母をたずねて三千里

1978年
- 星の王子さま プチ☆プランス（大将）

1979年
- 赤毛のアン（下宿屋の女将）
- くじらのホセフィーナ（ホセフィーナ）
- 野球狂の詩（女の声）

1980年
- 怪物くん（テレビ朝日版）（ガメルくん、コミックドン 他）
- 銀河鉄道999（ヤーヤボール）
- ドラえもん（テレビ朝日版第1期）（黄色いドラえもん〈初代〉）
- 無敵ロボ トライダーG7（おかね）

1981年
- まいっちんぐマチコ先生（山形ウメ）
- 名犬ジョリィ（アデラ）

1982年
- とんでモン・ペ（鎌田夫人）

1983年
- みゆき（竹松ウメ）

1984年
- 牧場の少女カトリ（グニンラ）

1985年
- おねがい!サミアどん（1985年 - 1986年、宇宙人 他）

1988年
- F-エフ（さゆりばあさん）

1990年
- それいけ!アンパンマン（いとまきおばさん〈初代〉、チビいろえんぴつ（赤）〈初代〉）
- 楽しいムーミン一家（1990年 - 1992年、ジェーン） - 2シリーズ

1994年
- 赤ずきんチャチャ（オババ）

### 劇場アニメ
- ちびっ子レミと名犬カピ（1970年、ペペ）
- ながぐつ三銃士（1972年、ジェーン）
- きかんしゃやえもん D51の大冒険（1974年、チュー子[36]）
- 世界名作童話 おやゆび姫（1978年、かえる母さん[37]）
- 火の鳥2772 愛のコスモゾーン（1980年、ピンチョ[38]）
- セロ弾きのゴーシュ（1982年、狸の子）

### OVA
- 青い瞳の銀鈴「GinRei with blue eyes」（1995年、ルード）

### 吹き替え

#### 女優
エルザ・ランチェスター
- ガラスの靴（サンダー未亡人）
- 情婦（ミス・プリムソル）
- 媚薬（クィニーおばさん）
- 名探偵登場（ジェシカ・マーブルズ）

ルシル・ボール
- 合併結婚（ヘレン）
- ザ・ルーシー・ショー（ルーシー・カーマイケル）
- 陽気なルーシー（ルーシー・カーター）
- メイム（メイムおばさん）
- よろめき珍道中（キティ・ウィーバー）

#### 洋画
- 足ながおじさん（アリシア・プリチャード〈セルマ・リッター〉）※TBS版
- 暗黒街の人気モノ/マシンガン・ジョニー（マー・ケリー〈モーリン・ステイプルトン〉）※テレビ版
- E.T.（E.T.〈パット・ウェルシュ〉）※VHS・Blu-ray版
- 一家8人逃亡す（ゴルダ〈フィリス・ディラー〉）
- ウイラード（シャーロット〈ジョディ・ギルバート〉）※テレビ朝日版
- ウィロー（バヴモーダ女王〈ジーン・マーシュ〉）※ソフト版
- カビリアの夜（カビリア〈ジュリエッタ・マシーナ〉）
- がんばれ!ベアーズ（ミス・クリーブランド〈ジョイス・ヴァン・パタン〉）※日本テレビ版
- グリース（マッギー校長〈イヴ・アーデン〉）※日本テレビ版、テレビ朝日版
  - グリース2
- クリスタル殺人事件（ミス・マープル〈アンジェラ・ランズベリー〉）
- クルーゾー警部（ウィーバー夫人〈ベリル・リード〉）
- グレムリン（ポリー・ホリデイ〈ルビー・ディーグル〉）※フジテレビ版
- 殺したいほどアイ・ラブ・ユー（ナージャ〈ジョーン・プロウライト〉）
- サスペリア（ミス・タナー〈アリダ・ヴァリ〉）※TBS版
- 地獄のモーテル（アイダ・スミス〈ナンシー・パーソンズ〉）
- 料理長殿、ご用心（ビーチャム〈マッジ・ライアン〉）※フジテレビ版
- 草原の輝き（ミセス・ルーミス〈オードリー・クリスティー〉）※NET版
- ダーティファイター
- ダーティファイター 燃えよ鉄拳（ママ・ボッグス〈ルース・ゴードン〉）
- 大砂塵（ヴィエンナ〈ジョーン・クロフォード〉）※テレビ旧録版
- 大陸横断超特急（リタ〈ルシール・ベンソン〉）※日本テレビ版
- 血まみれギャングママ（ケイト・バーカー〈シェリー・ウィンタース〉）
- チャンプ（ドリー・ケニオン〈ジョーン・ブロンデル〉）
- デッドリー・フレンド（エルヴァイラ・パーカー〈アン・ラムジー〉）
- 白銀に躍る（イローナ〈カタリーナ・メイバーグ〉）
- 見知らぬ乗客（バーバラ・モートン〈パトリシア・ヒッチコック〉）
- ミンクの手ざわり（コニー・エマーソン〈オードリー・メドウズ〉）
- 名探偵再登場（ベティ・ド・ブープ〈アイリーン・ブレナン〉）
- メル・ブルックス/新サイコ（シャーロット・ディーゼル〈クロリス・リーチマン〉）
- 四つの願い（シェーラ〈エステル・ウィンウッド〉）
- ライムライト（オルソップ夫人〈マージョリー・ベネット〉）※TBS版

#### テレビドラマ
- アルフ（ラケル・オクモニック〈リズ・シェリダン〉）
- 奥さまは魔女（妖精メアリー）#215,216
- 刑事コロンボシリーズ
  - ホリスター将軍のコレクション（ノーラ・ウォルターズ）
  - 祝砲の挽歌（ブレイディ女史）
- スタートレック
- 0011ナポレオン・ソロ（フラン・パーソンズ〈ジョアンナ・ムーア〉、ラビニア・ブラウン〈キップ・ハミルトン〉、ヘザー・クランプ〈ノーマ・クレーン〉）
- スパイ大作戦 ヒスイの印璽（ピットナム）
- 探偵レミントン・スティール（ミルドレッド〈ドリス・ロバーツ〉）
- ぼくらのナニー（英語版）「気球おばさん」（〈アイダ・ルピノ〉）
- ミステリーゾーン
  - シーズン2 #28「火星人は誰だ」（ローズ・クレイマー〈ゲルトルート・フリン〉）
  - シーズン4 #7「夜の女豹」
  - シーズン5 #13「指輪の中の顔」（ヒルディ・パウエル〈メアリー・マンデイ〉）
- ゆかいなブレディー家（家政婦アリ）

#### 海外アニメ
- アルビンとチップマンクス（ミラー）
- 怪力アント（怪力アント 声:（ハワード・モーリス〈初代〉、ドン・メシック〈2代目〉）
- ゴリラのゴンちゃん（ゴンちゃん）
- チュースケとチュータ（チュースケ）※テレビ版
- ディズニー・ワールド（ドナルドダック）
- トムとジェリー大行進（トム）
- マンガ大作戦（バッグス・バニー）

#### 人形劇
- 海底大戦争 スティングレイ ソロン王国の陰謀（バリー・バーン）
- 地球防衛軍テラホークス（ゼルダ）
- フラグルロック（ゴミー様）

### 特撮
- 快獣ブースカ（1966年、初代ブースカの声、第12話の母子の声）
- 戦え! マイティジャック（1968年、ナナちゃんの声）
- ウルトラマン・ウルトラセブン モーレツ大怪獣戦（1969年、ブースカの声）
- チビラくん（1970年 - 1971年、、ガキンコの声〈2代目〉、ドロンの声、電話の声、お天気相談所のメッセージの声、オクの声〈初代〉、テレビの女の声）
- ウルトラマンレオ（1974年、コロ星人の声）
- 宇宙の勇者 スターウルフ（1978年、コンピューターロボットRM8号〈コン8〉の声）
- 恐竜大戦争アイゼンボーグ（1978年、魔女ゾビーナの声）
- ウルトラマン80（1981年、田畑テツ男 / 少年怪獣テツオンの声）
- アニメちゃん（1984年、ブースカの声）
- 有言実行三姉妹シュシュトリアン（1993年、ブースカの声）
- 超力戦隊オーレンジャー（1995年、バラグースカの声）
- ブースカ帰ったよ!!（1997年、ブースカの声）

### 人形劇
- チロリン村とくるみの木（バナーナ夫人）

### ラジオドラマ
- サザエさん
  - 1950年代、ニッポン放送で制作されたラジオドラマ。磯野カツオ役。
  - 1980年代、文化放送で制作されたラジオドラマ。磯野カツオ役。

### テレビドラマ
- 太陽にほえろ!
  - 第369話「その一言」（1979年） - キオスク販売員
  - 第424話「拳銃を追え!」（1980年） - 相原の母親
  - 第442話「引金に指はかけない」（1981年） - プードルを抱いてる宝くじ販売員
- そば屋梅吉捕物帳 第25話「地獄の底で笑う奴」（1980年） - おとよ
- 木曜ゴールデンドラマ / 大誘拐 陽気なお婆ちゃんの身代金はなんと百億円!（1981年3月12日）
- 土曜ワイド劇場 / ダイエット殺人事件（1985年5月18日）

### 映画
- 夫婦百景（1958年）
- 猫の散歩（1962年）

### 歌曲・CD
- 「快獣ブースカ」
  - 主題歌「快獣ブースカ」
  - 挿入歌「陽気なブースカ」、「ブースカソング」、「ブースカ音頭」
- 「チビラくん」
  - 挿入歌「ガキンコガキ大将」
- 「サザエさん」
  - 挿入歌「カツオくん（星を見上げて）」
- 「あかねちゃん」
  - 副主題歌「ヒデバロ・ソング」

### その他コンテンツ
- 学習映画体大系理科シリーズ「モンシロチョウ」「みのむしの生活」（学習研究社） - ナレーション
- 簡易ハガキ印刷機「プリントゴッコ」付属のインストラクションビデオにて声優を担当
- パンパース（オムツを顔に見立てたキャラクターの声）
- ライオンのいただきます - 準レギュラー
- こんな絵もらった - 声優
- ストップ!にいちゃん（朝日ソノラマのソノシート版） - 南郷雄一役（歌も担当）
- ぬいぐるみミュージカル ピーターパン（1979年、劇団飛行船）[39] - 声の出演